# Counter-Strike Neo

Одна из локаций, на которой ведётся игра.

Counter-Strike Neo — компьютерная игра для аркадных автоматов. Разработана и выпущена компанией Namco по лицензии Valve (правообладателя серии Counter-Strike) в 2003 году. 
Первоначально выпущена для залов аркадных автоматов Namco LEDZONE, подключенных друг к другу посредством локальной сети, однако затем появилась и в других игровых залах и автоматах. Игра была очень популярна в игровых клубах Японии, что привело к выходу сиквела спустя несколько лет: 27 октября 2005 года состоялся релиз обновленной версии Counter-Strike Neo ver. 2. Выпуск также сопровождался серией интерактивных визуальных новелл Counter-Strike Neo: White Memories, расширяющих сюжет игры; они могли быть загружены бесплатно с официального сайта для Windows и Mac.
1 февраля 2010 года, спустя 7 лет после запуска, онлайн-серверы были отключены. 

## Разработка
О разработке Counter-Strike Neo стало известно в 2003 году, когда компанией Namco был заключен контракт с Valve на адаптацию для японского рынка игры Counter-Strike.
Игра представляет собой новый многопользовательский шутер с «собственным мировоззрением, правилами игры, картами и визуальными эффектами, и выполнена в другом векторе, нежели Counter-Strike: Source, которая является последней версией, выпущенной Valve». Так, Neo больше не придерживается реалистичного духа оригинальной игры и выполнена в аркадной, частично аниме-стилистике.
Авторы добавили также сюжетную составляющую. Действие происходит в мире будущего, где сражаются две фракции. Фракция NEO являет собой представителей мегакорпорации, чье богатство и неэтичное владение нанотехнологиями позволили им выйти из-под контроля правительства и захватить города, а фракция CSF (англ. Cosmopolitan Special Forces) была создана ООН для восстановления демократии и свержения NEO. Соответственно, игрок выбирает, за члена какой фракции он будет играть.
Опасаясь, что традиционный для шутеров игровой процесс покажется игрокам неинтересным, руководитель проекта (англ. project manager) Namco Коитиро Танинами  (яп. Kouichirou Taninami), добавил соревновательные элементы в виде наборов миссий для одного пользователя и мини-игр, завершение которых позволяет выиграть различные призы. В мире игры происходили также внутриигровые события, приуроченные к различным праздникам и временам года. 
В конечном итоге, релиз состоялся 11 июня 2003 года. 
27 октября 2005 года вышла вторая версия игры Counter-Strike Neo ver. 2. Помимо изменений, произошедших в самой игре, было обновлено и аппаратное обеспечение аркадной платформы.
Тогда же были выпущены визуальные новеллы серии Counter-Strike Neo: White Memories. Новеллы представляют собой интерактивные повествовательные игры в стиле аниме, детализирующие персонажей и вселенную Neo, в которых управление иногда передается игроку, и, кроме того, они содержат несколько эпизодов в стиле шутера c псевдотрёхмерной графикой. Всего авторы разработали 12 новелл, которые были размещены на официальном сайте и доступны для загрузки на Mac и Windows; новеллы выполнены с использованием Adobe Flash.
1 февраля 2010 года серверы, предназначенные для онлайн-игры, были отключены, однако осталась возможность игры по локальной сети.

## Игровой процесс
Counter-Strike Neo представляет собой трёхмерный шутер с видом от первого лица, адаптированный для многопользовательской игры (в то время как «основные» части серии включали в себя и однопользовательский режим, когда реальных противников заменяют управляемые искусственным интеллектом враги). 
Геймплей больше не основывается на противостоянии контр-террористов (спецназа) и террористов, как в оригинальной игре, но все так же предполагает деление на две команды, две фракции, названные CSF и NEO. 
Бо́льшая часть оружия, представленного в игре, аналогична оружию в Counter-Strike 1.6 и Counter-Strike: Source, но отличается по стоимости. Используется виртуальная валюта — деньги на покупку оружия начисляются за успешное прохождение раундов и убитых врагов.
Игрок может выбрать, за какого персонажа он будет играть; у каждого из них содержится своя краткая предыстория.
В первоначальной версии представлено 12 карт, в числе которых: «Подводная база» (яп. 海底基地), «Склад» (яп. 倉庫), «Старый город» (яп. 旧市街), «Лес» (яп. 森林), и другие.

## Технические сведения
Counter-Strike Neo представляет собой переделанную и адаптированную версию Counter-Strike, созданную для аркадной платформы Namco System N2, разработанной совместно с Nvidia и построенной на базе IBM-PC-совместимого компьютера с материнской платой nForce2 и видеокартой серии GeForce. На этой платформе обычно устанавливается процессор Athlon XP с частотой 2.13 Ггц или аналогичный, а также 1 Гб ОЗУ. В качестве операционной системы используется Linux (основанный на Debian).
Для вывода изображения на автоматах System N2 использовался ЭЛТ-экран, замененный позднее на 19-дюймовый LCD-экран с разрешением 1024x768 точек.
Counter-Strike Neo использует специальную клавиатуру с отдельными пометками для всех элементов управления и горячих клавиш.  
В публикации о выпуске второй версии Neo сообщается, что она основана на доработанном игровом движке GoldSrc от Counter-Strike: Condition Zero (2004), а не оригинальном исходном движке Half-Life 1998 года. 
Игра работает под управлением OpenGL и была переписана на работу под Linux (в то же время основные игры Counter-Strike получили поддержку Linux лишь в 2013 году с крупным обновлением, выпущенным Valve).